# Turtle Lake (Dacota do Norte)
Turtle Lake é uma cidade localizada no estado norte-americano de Dacota do Norte, no Condado de McLean.

## Demografia
Segundo o censo norte-americano de 2000, a sua população era de 580 habitantes.
Em 2006, foi estimada uma população de 522, um decréscimo de 58 (-10.0%).

## Geografia
De acordo com o United States Census Bureau tem uma área de
1,3 km², dos quais 1,3 km² cobertos por terra e 0,0 km² cobertos por água.

## Localidades na vizinhança
O diagrama seguinte representa as localidades num raio de 36 km ao redor de Turtle Lake.